# Husainābād (ort i Indien)
Husainābād är en ort i Indien.   Den ligger i distriktet Palāmu och delstaten Jharkhand, i den centrala delen av landet, 800 km sydost om huvudstaden New Delhi. Husainābād ligger 153 meter över havet och antalet invånare är 26 184.
Terrängen runt Husainābād är platt. Runt Husainābād är det tätbefolkat, med 369 invånare per kvadratkilometer. Husainābād är det största samhället i trakten. Trakten runt Husainābād består till största delen av jordbruksmark.